# 阿加德兹苏丹国
阿加德兹苏丹国（英語：Sultanate of Agadez；又称阿伊尔泰内雷苏丹国或阿伊尔苏丹国）是以阿伊尔高原上的阿加德兹城为首都的柏柏尔人王国，位于撒哈拉沙漠南部边缘、今尼日尔中北部。该国最初是由图阿雷格人和豪萨人在1449年建立的贸易站，后在1500年被桑海帝国征服。桑海帝国于1591年瓦解后，阿加德兹苏丹国重获独立，却在随后的17世纪中经历了人口和经济活动的剧烈衰退。1900年，阿加德兹被法国征服。

## 阿加德兹苏丹列表
- 穆罕默德·阿格-阿巴·伊本·穆罕默德·穆巴拉克 1687年-1721年
- 穆罕默德·阿明·伊本·穆罕默德·穆巴拉克 1721年
- 瓦利·伊本·穆罕默德·穆巴拉克 1721年
- 穆罕默德·阿明·伊本·穆罕默德·穆巴拉克 1721年（第二次）
- 穆罕默德·穆明 1721年
- 奥斯曼·伊本·穆罕默德·穆明 1721年-1722年
- 穆罕默德·阿格-阿伊沙·伊本·穆罕默德·阿格-阿巴 1722年-1735年
- 穆罕默德·哈马德·伊本·穆罕默德·穆巴拉克 1735年-1739年
- 穆罕默德·古马·伊本·阿迪勒 1739年-1744年
- 穆罕默德·哈马德·伊本·穆罕默德·穆巴拉克 1744年-1759年（第二次）
- 穆罕默德·古马·伊本·奥斯曼 1759年-1763年
- 穆罕默德·哈马德·伊本·穆罕默德·穆巴拉克 1763年-1768年（第三次）
- 穆罕默德·阿迪勒·伊本·穆罕默德·哈马德 1768年-1810年
- 穆罕默德·达尼 1810年-1815年
- 穆罕默德·巴基里 1815年-1816年
- 穆罕默德·古马·塔卜达利 1816年-1821年
- 易卜拉欣·瓦法 1821年-1828年
- 穆罕默德·古马·塔卜达利 1828年-1835年（第二次）
- 阿卜杜勒-卡迪尔·伊本·穆罕默德·巴基里 1835年-1853年
- 艾哈迈德·拉法·伊本·穆罕默德·古马 1853年-？
- 穆罕默德·巴基里·苏富
- 艾哈迈德·拉法·伊本·穆罕默德·古马（第二次）
- 穆罕默德·巴基里·苏富（第二次）
- 易卜拉欣·杜苏基·伊本·艾哈迈德·拉法
- 穆罕默德·巴基里·苏富（第三次） ？-1903年
- 奥斯曼·米基坦·伊本·阿卜杜勒-卡迪尔 1903年-1907年
- 易卜拉欣·杜苏基·伊本·艾哈迈德·拉法 1907年-1908年
- 阿卜杜勒-拉赫曼·塔加马·伊本·穆罕默德·巴基里 1908年-1917年
- 易卜拉欣·杜苏基·伊本·艾哈迈德·拉法 1917年-1920年（第二次）
- 奥马鲁·阿格-易卜拉欣 1920年-20世纪60年代
- 易卜拉欣·伊本·奥马鲁 20世纪60年代-？

## 延伸阅读
- Decalo, Samuel. Historical Dictionary of Niger, 3rd ed., pp. 24–27. Scarecrow Press (Boston), 1997. ISBN 0-8108-3136-8.
- Hudgens, Jim & al. Rough Guide to West Africa, 4th ed., p. 983. Rough Guide, 2003. ISBN 1-84353-118-6.